# HRT 1
HRT 1 es el primer canal de televisión público de Croacia, perteneciente a Hrvatska radiotelevizija. Su programación es generalista con espacios informativos, magacines, documentales y acontecimientos especiales.

## Historia
El canal inició emisiones el 15 de mayo de 1956 como Televizija Zagreb, convirtiendo a Croacia en la primera república yugoslava en contar con televisión. Durante los dos años siguientes, este fue el único servicio de radiodifusión televisiva en el sureste europeo.
En 1958, Televizija Zagreb recibió su propio programa de noticias independiente, separado de JRT, que luego fue abolida con el propósito de unificar Televizija Ljubljana, Zagreb y Beograd, con la grabación del programa de noticias siendo asignada a Televizija Beograd. Sin embargo, el 1 de octubre de 1968, se lanzó un programa de noticias independiente en Televizija Zagreb, transmitiendo diariamente. 
Las emisiones de televisión en color comenzaron en 1972. 
En 1991, el canal cambió su nombre a HRT 1 y abandonó la JRT. El canal pasó dificultades durante la guerra de Croacia, pues el 80% de sus instalaciones quedaron dañadas o destruidas. Quince grandes transmisores y unos treinta convertidores quedaron fuera de servicio, y el 16 de septiembre y el 4 de octubre de 1991, el transmisor central, la Torre de telecomunicaciones de Zagreb, también fue atacado con misiles. Durante todo este tiempo, la transmisión del canal se interrumpió solo una vez, el 4 de octubre durante 15 minutos después de que la Torre de telecomunicaciones fuera bombardeado. Las emisoras principales se repararon en 1992, y hasta entonces el programa se transmitía a potencia reducida o desde ubicaciones de reserva. El restablecimiento completo del servicio no se logró hasta el final del conflicto en 1995. La cobertura de esta guerra, con pocos medios técnicos y varios periodistas asesinados, es uno de los acontecimientos más relevantes en la historia del canal. 
Desde 2011 emite en televisión digital terrestre.

## Programación
- Dobro jutro, Hrvatska[3]
- Treća dob
- Manjinski mozaik
- Kod nas doma
- Zvijezde pjevaju
- Volim Hrvatsku
- Plodovi zemlje
- More
- Dnevnik
- Vijesti u 16:30
- Regionalni dnevnik
- Sport
- Vrijeme
- Vijesti iz kulture
- Potjera
- Superpotjera
- Tko želi biti milijunaš?[4]
- The Voice[5]